# Depauville
Depauville är en census-designated place i Jefferson County i delstaten New York. Vid 2010 års folkräkning hade Depauville 577 invånare.